# إس. برينت موريس
إس. برينت موريس (بالإنجليزية: S. Brent Morris)‏ هو كاتب أمريكي، ولد في 1950.